# Bleigny-le-Carreau
Bleigny-le-Carreau là một xã của Pháp,tọa lạc ở tỉnh Yonne trong vùng Bourgogne.
Bleigny-le-Carreau là một phần của khu vực đô thị Auxerre, là một xã thành phần của Cộng đồng các xã Auxerrois

## Hành chính
| Danh sách các thị trưởng               |           |                      |      |         |
| Giai đoạn                              | Giai đoạn | Tên                  | Đảng | Tư cách |
| mars 2008                              | 2014      | Jean François TRUCHY |      |         |
| Tất cả các dữ liệu trước đây không rõ. |           |                      |      |         |

## Thông tin nhân khẩu
| Năm | 1962 | 1968 | 1975 | 1982 | 1990 | 1999 |
| --- | ---- | ---- | ---- | ---- | ---- | ---- |
| Dân số | 169  | 174  | 232  | 232  | 232  | 237  |
| From the year 1962 on: No double counting—residents of multiple communes (e.g. students and military personnel) are counted only once. |      |      |      |      |      |      |